# 五毛蛋争议
五毛蛋争议是中华人民共和国总理温家宝在2011年10月1日到北京航空航天大学考察期间，在询问饭菜价格时，北航2010级研究生范祺锋告诉温家宝鸡蛋是五毛钱一个，温家宝听到范祺锋的话后称物价已经稳定下来了，进而引发的巨大争议。2011年以来，中国消费者价格指数居高不下，尤其当年9月份的统计，农产品连涨6周，在这种情况下，温家宝的这一番谈话成为中国国庆期间网民热议的话题，有网民对北航饭堂的价格的真实性提出质疑，“美国之音”称，有许多中国网民对温家宝进行调侃，在此之前，已经有许多中国网民抱怨中国总理温家宝只是一个善于装模做样演戏的“影帝”，这次网民“演双簧”。之后，五毛蛋也成为了新浪微博不能搜索的敏感词。有网民反映，很多北京的高校的鸡蛋价格是五毛或者更低，大学的食品价格是享受了国家和学校的双重补贴后的价格，并不一定能反映当前市场的价格。事件发生后，许多非大学师生到北航大学食堂购餐，导致北航等高校出现针对鸡蛋等基本食品实行限购措施。

## 缘起
“五毛蛋”争议缘起于2011年10月2日中国官方媒体发布的一条简讯：

国庆日，北航学生向温家宝报物价
“鸡蛋多少钱一个？”温家宝来到北航学生食堂，向正在吃饭的范祺锋同学问。“一个鸡蛋、一个鸡蛋饼、一块腐乳共2元，鸡蛋好像5毛钱一个。”范祺锋答道。总理又关切地问：“这顿饭一共花了多少钱？”“再加上5个包子，一碗粥，一共花了4元钱。”
此新闻一经媒体报道，「五毛蛋」成为中国大陆通货膨胀导致高物价的一颗引爆弹，大量网民质疑北航学生所报的物价，很多人坚决不相信北京还有五毛蛋，认为五毛蛋是20世纪的价格。同时对温家宝所说的“物价已经稳定下来了”的说法也大加否定。新浪微博随即将“五毛蛋”设置为不能搜索的敏感词。

## 网民观点
网民的观点大致可划分为两大类。反对的人认为，“五毛蛋”是虚无的谎言鸡蛋，据多维新闻网归纳，这些网民的观点又可归纳如下：
- （一）第一小类人认为这纯粹是胡扯；
- （二）在食品掺假、造假在中国盛行的背景下，第二小类人认为五毛蛋是合成蛋；
- （三）第三小类人认为是“五毛”蛋，即中国官方雇用的五毛党谎报的鸡蛋价格。
- （四）甚至有人认为，“五毛蛋”是10月1日9时温家宝在场的时候，中国官方及其官方媒体拿出来让中国公众相信物价稳定的幌子，或者是个鹌鹑蛋。

但也有网民反映，不只北航，很多北京的高校的鸡蛋价格是五毛或者更低，但是大学的食品价格是享受了国家和学校的双重补贴后的价格，不一定具有市场的代表性。

## 后续
在一片质疑声中，还有传言称北京航空航天大学的校长批评学生范祺锋“觉悟不高”，这一说法遭到当事人的否认，而北京航空航天大学宣传部的部长蔡劲松称范祺锋能遇到中国的总理是一件高兴的事，学校对他进行批评是不可能的，网上的言论纯属无稽之谈。同时，蔡劲松解释到事后他问过食堂，北航的鸡蛋确实是5毛一个，之所以这么便宜，是因为大学生的食堂一般都有补助，除了中央政府给予补助外，学校自身也给予一定补助。因此，学校的饭菜相对于外界比较便宜，所以对外一般也不办理饭卡，但每人一次只能限购两个。后来很多大学的学生都在网络上比较各自大学的鸡蛋价格：如北京交通大学的鸡蛋更便宜，只有四毛五；清华大学也是五毛。